# Andropogon floridanus
Andropogon floridanus är en gräsart som beskrevs av Frank Lamson Scribner. Andropogon floridanus ingår i släktet Andropogon och familjen gräs.
Artens utbredningsområde är Florida. Inga underarter finns listade i Catalogue of Life.